# La Carballeda
La Carballeda és una comarca situada en el nord-oest de la província de Zamora, comunitat autònoma de Castella i Lleó.

## Etimologia
El seu nom, com el de la seva patrona la Verge de Carballeda, li ve de l'abundància de roures o carballos a la zona. Enclavada entre la Província de Zamora, el nord de Portugal i la veïna Sanabria amb la qual es troba pràcticament confosa.

## Context geogràfic
Travessada pel Riu Negro i el Riu Tera que discorren per valls entre la Sierra de la Cabrera Baja i la Soerra de la Culebra, esquitxada de molts pobles petits, posseïx un paisatge peñascoso i un clima continental d'extrems, molt fred a l'hivern i amb precipitacions poc abundants.

## Fauna i flora
Entre la seva vegetació destaquen el roure (anomenat carbayu), l'alzina i el castanyer. La seva fauna també és rica doncs a part de ser un dels últims reductes del llop ibèric, en els últims anys s'han trobat indicis de la presència de l'os marró i fins i tot, linx ibèric. El riu Negro i el Riu Tera alberguen en les seves aigües de capçalera espècies piscícoles endèmiques que després de la construcció de preses hidroelèctriques -embassament de Valparaiso (Zamora) - Salt de la Mare de Déu de Agavanzal, (entre altres)- i la introducció d'espècies foranes més resistents, s'han vist en perill i necessiten una major protecció...

## Municipis
- Asturianos
- Cernadilla
- Espadañedo
- Justel
- Manzanal de Arriba
- Manzanal de los Infantes
- Molezuelas de la Carballeda
- Muelas de los Caballeros
- Mombuey
- Otero de Bodas
- Peque
- Rionegro del Puente
- Villardeciervos